# Cimetière de Westchester Hills
Le cimetière de Westchester Hills, est situé à environ 30 kilomètres au nord de New York City au numéro 400 Saw Mill River Road à Hastings-on-Hudson, comté de Westchester, État de New York. Il accueille les sépultures de chrétiens et juifs. Nombre de personnalités y sont inhumées. Le site comprend le cimetière de la synagogue Stephen Wise (en).

## Inhumations notables
- Famille Barricini, industriels, fabricants de confiseries en boite.
- Charles E. Bloch (1927-2006), président de la Bloch Publishing Company (en)
- Ilka Chase (1900-1978), actrice et auteur de nouvelles
- Mischa Elman (1891-1967), violoniste
- Stanley P. Friedman (en), écrivain américain
- John Garfield (1913-1952), acteur américain
- Leo Monosson (1897-1967), chanteur allemand
- George Gershwin (1898-1937), compositeur
- Ira Gershwin (1896-1983), parolier américain
- Ben Grauer (en) (1908-1977), personnalité radiophonique et télévisuelle américaine
- Famille Guggenheim
- Sidney Hillman (en) (1887-1946), syndicaliste américain
- Judy Holliday (1921-1965), actrice
- Allyn King (1899-1930), actrice à Broadway
- Richard Lindner (1901-1976), peintre germano-américain
- Lucille Lortel (en) (1900-1999), actrice et productrice américaine
- Arnold Newman (1918-2006), photographe
- Tony Randall (1920-2004), acteur américain
- Max Reinhardt (1873-1943), producteur américain
- Billy Rose (1899-1966), impresario et producteur à Broadway
- A. M. Rosenthal (en) (1922-2006), journaliste américain, prix Pulitzer
- Robert Rossen (1908-1966), réalisateur américain
- Ron Silver (1946-2009), acteur et réalisateur américain
- Lee Strasberg (1901-1982), acteur américain
- Paula Strasberg (1909-1966), actrice américaine
- Irving Sturm (1932-2010), fondateur de restaurants et clubs de Jazz, dont l'Iridium Jazz Club et l'Ellen's Stardust Diner (en)
- Maxine Sullivan (1911-1987), chanteuse et musicienne de jazz américaine
- David Susskind (1920-1987), producteur de télévision américain
- Laurence Tisch (en) (1923-2003), directeur général de Columbia Broadcasting System cofondateur de Loews Corporation
- Preston Robert Tisch (en) (1926-2005), homme d'affaires américain
- Stephen Wise (1874-1949), rabbin américain